# كأس إسكتلندا 1899–1900
كأس اسكتلندا 1899–1900 (بالإنجليزية: 1899–1900 Scottish Cup)‏ هو موسم من كأس اسكتلندا. فاز فيه نادي سلتيك.